# Historiográfia
A historiográfia (görögül: ιστοριογραφία) a történetírás történetével foglalkozó tudomány, a történettudomány egyik segédtudománya. A név a görög ιστορὴ (kutatni, kérdezősködni, vizsgálódni) és γραφὼς (írás, jegyzet) szavak összetételével a latinon keresztül vezethető le. A historiográfia eredeti jelentése szerint „a történelem lejegyzése”, azaz a történetírás, ma azonban a történetírás jellemzőivel és fejlődésével foglalkozó tudományág neve.
A történetírást befolyásolják a következő tényezők:
- a történetíró személye, felkészültsége, elfogultsága, lényeglátása, függetlensége, szelektív adatfeldolgozás képessége
- a kor
- az uralkodó világnézet
- a kor tudományának fejlettségi szintje
- a hatalom részéről jelentkező igény

## Prehellén történetírás
A történetírás elsődleges feltétele az írás kialakulása. Amint megjelenik az írás, már ismertek történelminek tekinthető feliratok. A preklasszikus történetírást Collingwood „kvázi történetírásnak” nevezte, ebből is megkülönbözteti a mitikus- és teokratikus kvázi-történetírást. Ez nem egyéb, mint események feljegyzése, életrajzi feliratok készítése. A későbbi korok elsődleges forrásai, de maguk nem történetírói alkotások. A demitizált és humanizált eseményleírás racionális és analitikus.

## A görög történetírás
A korábbi mitikus történetírás (istenekről, isteni hősökről szól, tér és idő megjelenítése nélkül) helyét a görög poliszokban vette át elsőként a teokratikus történetírás (megjelennek a tér- és időkorlátok). Itt jelentek meg ugyanis a Kr. e. 7-5. században azok a gondolkodásbeli változások, amik a tér-idő, ok-okozat kategóriájának elterjedését eredményezték. Humanizálták a múltat, a mindennapi embert állították a középpontba. Azonban a görögség szellemiségében is van mitikus szakasz, ezt az időszakot Homérosz neve fémjelzi. Mind az Iliasz, mind az Odüsszeia eseménye időtlen, helyszín nélküli, kevés az előtörténete.

### Fontosabb görög történetírók
- Hésziodosz – Munkák és napok
- Hellanikosz – Troika, Atthisz
- Hérodotosz – A görög-perzsa háború
- Thuküdidész – A peloponnészoszi háború
- Kötekedő Theopomposz – Philippika, Hellenica
- Tauromeniai Timaiosz – Magna Graecia, Sicelia
- Xenophón – Kürosz nevelkedése, Anabaszisz (Magyar Elektronikus Könyvtár)
- Polübiosz – Történetek
- Diodórosz – A történelem könyvtára
- Plutarkhosz – Párhuzamos életrajzok (Magyar Elektronikus Könyvtár)

## A római történetírás
Róma nem mutatott olyan kreativitást a történetírásban, mint a tudomány más területein. A görög, hérodotoszi példát próbálta követni. A múlt nagyságát közös római élményként mutatja be. A források feltárására a római történetírók nem igazán törekedtek. A III. században görögül szólalnak meg az első történetírók, ugyanis azt hitték, hogy a latin nyelv nem alkalmas a szándékok kifejezésére.
A latin nyelvű történetírást az annalisták indították meg (Pictor, Alimentus), majd fokozatosan terjedt az életrajz (Nepos). A késői császárkorban, 313-tól (milánói ediktum) a történettudomány teológiailag alárendelt műfajjá vált, az időszemlélet a ciklikus helyett kezdő- és végponttal rendelkező. A történetírás fontos szerepe lett az Ótestamentum történeti átültetése és kapcsolatai az aktuális világgal, valamint az isteni gondviselés, mint történelemformáló erő kidomborítása.

### Jelentős római történetírók

#### Köztársaságkor
- Quintus Fabius Pictor – Róma története
- Cincinnus Alimentus
- Cornelius Nepos – Híres férfiak
- Marcius Portius Cato Maior – A kezdetekről, A földművelésről
- Caius Sallustius Crispus – Iugurtha háborúja, Catilina összeesküvése
- Caius Iulius Caesar – Commentarii de bello Gallico
- Marcus Tullius Cicero – történeti elemzések

#### Korai császárkor (Pax Romana)
- Dionysius Halicarnasseus – Romae Archaeologia
- Titus Livius – A római nép története a város alapításától (Magyar Elektronikus Könyvtár)
- Publius Cornelius Tacitus – Germania, Annales, Historiae (Magyar Elektronikus Könyvtár)
- Caius Suetonius Tranquillus – Caesarok élete (Magyar Elektronikus Könyvtár)
- Ammianus Marcellinus – Res Gestae

#### Késői császárkor
- Cassius Dio
- Appianus – Róma története
- Marcus Iunianus Iustinus – Világkrónika
- Historia Augusta – hat ismeretlen szerző 30 életrajza
- Sextus Iulius Africanus – Chronica
- Sextus Aurelius Victor – De vita et moribus imperatorum Romanorum ex libris S. Aurelii Victoris a Caesare Augusto usque ad Theodosium imperatorem

## A középkori keresztény történetírás
A keresztény történetírás visszakanyarodik a homéroszi mitikus történetíráshoz, valamivel objektivizáltabb formában. Az esemény valódi, de a szándékok és okok tevőleges isteni beavatkozásra vezethetők vissza. A történetírás az összes írott irodalomhoz képest visszaszorul, az Isten jelenléte nem teszi szükségessé.
Az első keresztény történetírók a 4. században éltek, az egyházatyák közül kerültek ki. A munkák a történelmi idővel is foglalkoznak, megpróbálják szakaszolni a történelmet.
A középkor századai során a gondolkodás visszafejlődött. Ezt azzal is magyarázzák, hogy nagyon minimális szintre süllyedt a feldolgozható forrásanyag, a történetírás veszített jelentőségéből. A valóság az, hogy hiába lettek volna írott források, a szándék hiányzott. A történetírók nem törekedtek arra, hogy az emberi történelem folyamataival, összefüggéseivel foglalkozzanak, nem folytatták a tágabb, oknyomozói történetírást. Nem érdekelte a történetírókat, hogy az események mögött okokat keressenek.

### Középkori keresztény történetírók
- Kaiszareiai Euszebiosz – Khronikoi kanónesz
- Paulus Orosius – Történelem a pogányok ellen
- Aurelius Augustinus – Confessiones, De civitate Dei
- Cassiodorus
- Iordanes
- Tours-i Gergely – Historia francorum
- Sevillai Izidor
- Beda Venerabilis
- Einhard – De Vita Caroli Magni
- Nithard – Historiarum Libri IV.
- Paulus Diaconus – Historia Romana
- Freisingi Ottó – Két nép krónikája
- Corveyi Widukind – Res gestae saxinicae
- Merseburgi Thietmar – Chronici libri VIII.
- Matthew Paris – Chronica maiora, Historia Anglorum

### A középkori történetírás legjelentősebb műfajai
- Annales, évkönyv, kolostori krónikák, egyházi személyek és intézményeik története
- Geszta (gesta, historia), tematikus, nem feltétlenül időrendi néptörténet (eredet, vándorlás, letelepedés)
- Világkrónika, időrendi néptörténet vagy népek átfogó története
- Biográfia, egy-egy személy életrajza, cselekedetei
- Legenda, mitikus biográfia

## Reneszánsz, humanista történetírás
A középkori keresztény történetírói szemlélet a 14–15. században megváltozott, de csak fokozatosan, éles határ nélkül. A reneszánsz kor és humanista történetírás is két elkülönülő szakaszra osztható. A választóvonal 1499, ezért a quattrocento és cinquecento stílus jó meghatározás. Az 1499-es dátum az itáliai háborúk több évtizedig tartó szakaszának kezdete, ezért szokták a calamita előtti humanisták és a calamita utáni humanisták meghatározást is használni. Emellett a humanizmus, amióta a középkor végét 1492-től számítjuk a nagykorszakok közül is kettőben fordul elő, a késő középkorban (calamita előttiek) és a korai újkorban (calamita utániak).
Ez az időszak a korai tőkés fejlődés kialakulásának korszaka. Ekkor a városi polgárság Észak-Itália középső területein (Firenze, Genova, Milánó, Velence) városállamokban élt, szemléletük átalakulóban volt. Az itt élő polgárság életviteléből adódóan levonta azt a következtetést, hogy talán nem Isten a legnagyobb történelemformáló erő. A városállamok irányítását ügyes és ravasz kereskedőcsaládok vették át, akik a külpolitikai életet uralták. Az új típusú szemlélet megteremtői tehát a városállamok voltak (mint az antik világban a poliszok). A történelemfelfogás újra humanisztikussá válik, az ember kerül a középpontba, az Isten helyett az ember lesz az alakító tényező. A műfaji keretek sokáig nem változtak, de ez mégis gyökeres fordulatot jelent.
A reneszánsz eszmeiség alapján a klasszikus antikvitáshoz nyúlnak vissza, a 14-15. századi műveltséget, saját korának kultúráját az a klasszikus antikvitás újjászületéseként értékeli. Ezt nevezik reneszánsz, humanista történelemszemléletnek.

### Reneszánsz, humanista történetírók

#### A calamita előttiek (középkori humanisták)
- (Caffaro – velencei előfutár a 12. századból)
- Enea Silvio Piccolomini
- Leonardo Bruni- Historiarum Florentini populi libri XII
- Bernardo Giustiniani – A lovasrendek valódi eredetének kronológiai történetei, lovagrendi vallások
- Flavio Biondo – Historiam ab inclinatione Romanorum decades III
- Lorenzo Valla – Értekezés a konsztantinoszi adománylevél hamis voltáról (a forráskritika alapjait fektette le benne)

#### A calamita utániak (újkori humanisták)
- Pietro Bembo
- Niccolò Machiavelli – Il Principe, Értekezés Titus Livius első tíz könyvéről, Firenze története
- Francesco Guicciardini – Firenze története, Itália népeinek története
- Carlo Sigonio – De regno Italiae libri viginti
- Paolo Giovio – Historiarum sui temporis libri XLV
- Johannes Sleidanus – De statu religionis et rei publicae Carolo V. caesare commentarii, De quattour summis imperiis
- Morus Tamás – Historia Ricardi Tertii

## A felvilágosodás történetírása
A reneszánsszal kezdődő három-négy évszázados folyamat, amelynek során a történetírás elvált a teológiától és kezdte kialakítani saját tárgyát és módszereit, a 18. századi felvilágosodással teljesedett ki. A történelmi változások racionális magyarázatának igénye az isteni gondviselés és akarat szerepét tovább csökkentette, sőt egyes esetkben már teljesen ki is iktatta. Megjelent és elterjedt a deista világfelfogás, mely az észre apellált és a csodáknak semmiféle szerepet nem tulajdonított.
Az isteni gondviselés helyébe különböző környezeti (földrajzi, éghajlati), valamint emberi (morális, társadalmi) tényezők kerültek. A világkép központjában a metafizikai kötöttségtől szabad ember állt, aki képes megismerni az igazságot, s ennek birtokában képes a helyes cselekvésre is. Ez együtt járt a történelmi szabályszerűségek, ismétlődések felfedezésével. Többen arra a következtetésre jutottak, hogy a történelem a természeti világhoz hasonló törvények szerint bonyolódik, s ezek meg is ismerhetők. A kauzalitás, racionalitás és változások általános jellegzetességeinek keresése mellett tovább tökéletesedett a forráskritika is. E nagy mértékű átalakulás hátterében közrejátszott az Európán kívűli világ megismerése, a természettudományok fejlődése, valamint a rendiség és klerikálizmus szellemétől szabadulni akaró polgári törekvések, illetve uralkodói abszolutizmusok álltak.

### Anglia
Legkevésbé a 18. századi Angliában volt szükség a történelem felülvizsgálatára, ami elsősorban a Hannover-dinasztia korára jellemző viszonylagos társadalmi és alkotmányos nyugalomnak volt köszönhető. Az írók vitáik során általában elismerően szóltak az 1688. évi alkotmányos forradalom jelentőségéről az angol történelemben. Még David Hume is, aki empirikus filozófusként a bizonyosság és igazság kérdéseiben igen csak szélsőséges nézeteket vallott, történeti műveiben ezeknek a nézeteknek egy széles körben elfogadható változatát alkalmazta. William Robertson és Edward Gibbon a francia hatást, a tudományos szemléletet és a hagyományos narratív történetírás elemeit a fokozatosság szellemének megfelelően egyesítette, hogy egy újfajta, nagy hatású és igen élvezetes történetírást hozzon létre – a történetírás társadalmi szerepét munkásságuk mindazonáltal nem érintette.

### Franciaország
A francia filozófusok az angolokkal szemben radikálisan új értelmezésekkel álltak elő. A franciák ugyanis határozottan érzékelték, hogy saját nézeteik, illetve a Bourbon-dinasztia hatalma alatt álló és a katolikus egyháztól erősen befolyásolt társadalmuk szemlélete merőben eltér egymástól. Az ancien régime-mel, és mindazzal szemben, ami hozzá kapcsolódott, a világ új megközelítési módjainak egész seregét bocsátották harcba. Egyes tudósok véleménye szerint az emberi univerzum pusztán egy ismétlődő, a természettől nem túlságosan különböző mechanikus rendszer. Többségük azonban az embereket racionális lényeknek tekintette, akik egy olyan világban élnek és működnek, ahol az egyéni szabadság forrása és garanciája a természeti törvényekből ered. A történelem lényege számukra a fejlődés volt. Ez a nézet rendkívül bomlasztóan hatott Franciaország privilégiumokon, kasztszerű társadalmi osztályokon és abszolutizmuson nyugvó társadalmi berendezkedésére.

### Német nyelvterületek
A fejlődéselmélet jelentős hadállásokat szerzett a német nyelvterületeken is. A teljes sikerhez azonban hiányzott a filozófusok meggyökeresedett renddel szembeni radikális ellenállása. A német társadalmi és politikai helyzet viszonylag stabil, kiegyensúlyozott volt, a történelem iránt érdeklődő tudósok többsége pedig inkább az egyetemi tanárok, mint a literati soraiból került ki. Ezen túlmenően a német történettudósok közül sokan az egyetemek jogi fakultásán tanítottak történelmet, ahol a radikális újításoknál többre tartották a körültekintő tudományosságot. A német területeken ezért a történeti gondolkodást az új eszmékben való gazdagság jellemezte, ám ez a francia fejlődéselmélethez képest kevésbé ágyazódott rendszerezett keretbe. Ebben az alaktalan sokszínűségben azonban mégis felfedezhetők bizonyos közös témák, megközelítések, irányok. A 18. század végén és a 19. század elején aztán a francia forradalom és a napóleoni háborúk hatása alatt ezeket a gondolatokat a 18. század szellemi újításainak logikus következményeit elfogadó tudósok foglalták rendszeres elméleti keretbe. Addig azonban a történeti értelmezések skálája igen széles maradt. A skála egyik szélén a göttingeni egyetem történészprofesszorainak egy csoportja helyezkedett el, akik a német tudományosság, az angol empirizmus és a francia racionalizmus egyesítése révén olyan szempontokat és módszereket dolgoztak ki, melyek később központi jelentőségűvé váltak a 19. század tudományos történetírásának kialakulásakor.
A skála másik végét a teológus Johann Gottfried Herder képviselte, aki a történelemben új rendet keresve sokkal inkább elméleti alapokon álló megoldásra jutott. Herder közel került egy olyan történelemelmélet megalkotásához, melynek mintája a szerves élet volt, beleértve az élet körforgását is. A múlt, a jelen és a jövő kapcsolatáról alkotott elméletének hatása a fejlődéselmélet jelentőségével vetekedett. Eközben a ciklikus elmélet továbbra is a felszínen maradt. Ez érthető is, hiszen a ciklikus elméletnek már Herder előtt is olyan jelentőségű hívei voltak, mint Giambattista Vico, Jean-Jacques Rousseau (aki az emberiség hanyatlásának történetéről alkotott elméletet) és néhány másik filozófus.

## A romantikus történelemszemlélet
A romantika mint stílusirányzat a művészet számos területére hat, csakúgy a múltról való gondolkodásra is. Ezek mögött romantikus világkép húzódik meg, melyet a jelenben való csalódottság épített fel. A tőkés rendszer eszmei, ideológiai megalapozottságát jelentős mértékben végezte el a felvilágosodás eszmerendszere és a francia polgári forradalom. Ezekben olyan politikai elképzelések fogalmazódtak, meg, hogy az állam irányítása mielőbb kerüljön a tőkések kezébe. Ugyanis csak így tudnak megvalósulni a forradalom eszméi. A francia forradalom után kialakult a tőkés állami berendezkedés, de a meghirdetett célok nem valósultak meg, nem jött el a testvériség világa. Ez eredményezte a társadalmi csalódottságot, mely alapja lesz a romantikus világképnek. Az emberek olyan szélsőségekbe menekültek, mint a távoli egzotikus világok felfedezése, ész helyet az érzelem, általános helyett az egyedi. A világos helyett a misztikus, ködös múlt ábrázolása.
Ezek a jegyek először a romantikus regényekben jelentkeztek. Számos romantikus regény tükrözi a romantikus világképet. Megteremtője Walter Scott, aki egyben a romantikus történetírói iskola megalapítója. Megírta Skócia történetét, írt Napóleonról és Angliáról is. Ezekben felhasznált olyan forrásokat, melyeket korábban nem (krónikák, legendák). Ezért az ő művei sokkal életszerűbbek, színesebbek, romantikusabbak. Ugyanakkor ezek a történeti művek nem értéktelenek, keveredik bennük a történeti hitelesség, az irodalmi, írói fikció. Ezzel olyan képet rajzolnak le a múltról, mely minden romantikus történetíró számára példa lesz.

### A francia romantikus történetírók
Napóleon bukása után a Bourbon restauráció korában írtak, de nem a Bourbonok eszméit érvényesítették, hanem a francia forradalomra szórt igaztalan vádak megcáfolói lesznek.
- Jules Michelet – A francia forradalom története
- Augustin Thierry
- Alexis de Tocqueville – A demokrácia az Egyesült Államokban

### Angol romantikus történetírók
- Thomas Carlyle – Oliver Cromwell élete és iratai, A francia forradalom története
- Thomas Macaulay – Anglia története II. Jakab után

## A marxista történetírás
Alig hatott saját korára. Létrehozója Karl Marx és Friedrich Engels. Tudományos szocializmus filozófiai rendszerét dolgozták ki műveikben és a történelem menetéről is elmondják véleményüket. A történelemben társadalmi formák követik egymást, az ázsiai, antik, germán, kapitalista, kommunista társadalmi formációk, mindegyikéhez tartozik egy termelési mód, mely a természeti erők és természeti viszonyok összhangját jelentik. Mikor e természeti erők ellentétbe kerülnek, akkor egy új társadalmi forma születik, melyben a termelő erők és természeti viszonyok közötti egyensúly helyreáll.
A társadalmi munkamegosztásban elfoglalt hely- és tulajdonviszonyok alapján a társadalom osztályokra szakad. Kibontakozik az osztályok közötti osztályharc. Ez a történelem objektív törvényszerűsége. A gazdaság az, ami a történelemben mindent alapvetően meghatároz. A kultúrában és a társadalomban is szerepe van a gazdaságnak (gazdasági determinizmus).
- Karl Marx – Tőkés termelés előtti tulajdonformák, A tőke, Kommunista kiáltvány, Osztályharcok Franciaországban
- Karl Marx és Friedrich Engels – A munkásosztály helyzete Angliában, Német parasztháború, Család, Magántulajdon, Az állam eredete